# Únyi-patak
Únyi-patak är ett vattendrag i Ungern.   Det ligger i provinsen Komárom-Esztergom, i den nordvästra delen av landet, 40 km nordväst om huvudstaden Budapest.